# Top of the Lake
Vous lisez un « article de qualité » labellisé en 2013.
Cet article concerne la première saison de la série. Pour la seconde saison, voir Top of the Lake: China Girl.
China Girl
Top of the Lake (ou Au bout du lac au Québec) est une série américano-australo-britannique créée et écrite par Jane Campion et Gerard Lee, coproduite par BBC Two, Sundance Channel et UKTV, et diffusée à partir du 18 mars 2013.
La première saison raconte l'enquête d'une jeune inspectrice sur la disparition d'une fillette de douze ans, enceinte, dans une petite ville lacustre du sud de la Nouvelle-Zélande. Elle aborde la question des violences faites aux femmes et la lutte entre le bien et le mal dans un « Paradis du bout du monde ». Les acteurs Elisabeth Moss, Peter Mullan, David Wenham et Holly Hunter interprètent les rôles principaux et la réalisation est assurée par Jane Campion et Garth Davis.
D'une durée totale de six heures, elle est présentée au public dans les festivals de cinéma de Sundance, Berlin puis Cannes en 2013 avant d'être diffusée à la télévision. Top of the Lake a reçu un grand nombre de critiques positives, notamment sur la qualité de la réalisation et du jeu des acteurs, saluant le rythme lent, la beauté des décors et le scénario travaillé. En France, la série est diffusée sur Arte du 7 au 14 novembre 2013, et au Québec, à partir de mars 2014 sur ARTV et sur l'interface TOU.TV de Radio-Canada.
La seconde saison, Top of the Lake: China Girl, est diffusée du 27 juillet au 31 août 2017, et Elisabeth Moss reprend son rôle de Robin Griffin aux côtés de Nicole Kidman et Gwendoline Christie. Également découpée en 6 épisodes d'une heure chacun, cette nouvelle histoire est une suite directe de la première saison, avec des liens narratifs, une continuité thématique ainsi qu'une évolution : à la recherche d'une jeune fille enceinte succède la maternité, et ce qu'être femme et mère signifie dans un monde masculin où le viol est la base psychologique de la protagoniste, Robin.

## Synopsis
Laketop est une petite ville néo-zélandaise située dans les Alpes du Sud, en bordure d'un lac de montagne. La série commence lorsque la jeune Tui Mitcham, douze ans, est retrouvée par une institutrice à moitié immergée dans le lac. Emmenée à l'infirmerie du collège, on découvre qu'elle est enceinte de cinq mois. L'inspectrice Robin Griffin, ayant quitté son fiancé resté à Sydney, revient dans sa ville natale pour rendre visite à sa mère malade. Spécialisée en protection infantile, elle est sollicitée par la police locale pour enquêter sur le probable viol de Tui. Lorsqu'elle l'interroge sur l'identité de son violeur, la fillette écrit sur un papier les mots « NO ONE ». Ramenée chez son père et désorientée, Tui disparait peu après.
Le père de Tui, Matt Mitcham, règne sur la ville à la tête d'un certain nombre de petits trafics, notamment de drogue. Plein de certitudes et établi depuis plusieurs décennies, il voit son environnement envahi et sa tranquillité menacée par un groupe de femmes formant une communauté New Age et réunies autour de leur gourou, GJ, une grande femme mystérieuse aux longs cheveux gris. Abîmées par la vie et blessées par les hommes, elles se sont installées sur une parcelle ironiquement nommée « Paradise » située au bord du lac, encadrée par marais et montagnes, sur un terrain que Mitcham considère comme le sien.
Au fil de son enquête, Robin découvre petit à petit des indices prouvant qu'il y a dans la ville un certain nombre de viols, commis à l'aide d'une apparente facilité d'accès au Rohypnol. Mais en remuant passé et présent, Robin rouvre des blessures qu'elle croyait guéries : elle a quitté la ville adolescente après avoir elle-même subi un viol en réunion, dont les auteurs se promènent librement dans les rues. Fréquemment en conflit avec son supérieur, le Detective Sergeant Al Parker, qui a vis-à-vis d'elle une attitude généralement paternaliste teintée de désir inassouvi, Robin doit aussi faire face au père de Tui, Matt, qui fait tout pour l'impressionner et la déstabiliser. Il apparaît rapidement comme le principal suspect du viol de Tui, ainsi que des divers crimes qui font surface. Robin enquête plus profondément sur les événements qui entachent la réputation de la ville. Alors que son enquête piétine et que la santé de sa mère décline, elle renoue avec son ancien petit ami, Johnno Mitcham, l'un des fils de Matt.
Matt semble quant à lui s'inquiéter, à sa manière, de ce qui est arrivé à Tui. Repérée quelque part dans les bois, Tui est aidée dans son entreprise par Jamie, un adolescent mutique qu'elle a rencontré dans le programme de réhabilitation de jeunes délinquants mené par Parker dans un café. Rassurée, mais dans l'incapacité de la ramener, Robin en profite pour se poser et tente de prendre du recul, mais sa mère meurt peu après de son cancer. Robin se perd dans ses sentiments contradictoires et accumule les erreurs et les signes de faiblesse. Un soir, elle rencontre l'un de ses violeurs, Sarge, dans un bar, et alors qu'il ne la reconnaît pas, elle lui enfonce le tesson d'une bouteille de bière dans la poitrine, à la suite de quoi Al la renvoie temporairement. À bout de patience, Matt engage un groupe de chasseurs pour ramener sa fille, traque qui conduit à la mort accidentelle de Jamie.
Alors que Matt semble prêt à avouer à Robin, récemment ré-embauchée par la police, ce dont elle l'accuse – les trafics de drogue, les meurtres, son emprise sur les habitants de la ville, voire le viol de sa fille – il lui confie qu'il est en fait son père biologique, son aveu étant d'autant plus crédible que la mère de Robin lui avait interdit de fréquenter Johnno, son demi-frère. La relation entre Robin et Johnno s'effrite peu à peu devant ces révélations. Par ailleurs, celui-ci a reconnu sa participation passive et contrainte au viol de Robin : il a été forcé par les violeurs de regarder sa petite amie d'alors se faire violemment agresser. Après son aveu, Johnno retrouve l'instigateur du viol, Sarge, et le tabasse avant de l'obliger à quitter la ville.
Quatre mois plus tard, Tui accouche seule dans les bois. Matt la localise, mais sa fille l'abat d'un coup de fusil lorsqu'il tente de s'emparer du bébé. Robin et Johnno recueillent Tui et son fils et tentent de former la famille qu'aucun d'entre eux n'a jamais eu, s'installant pour un temps dans le camp des femmes. Mais Tui, du haut de ses douze ans, n'est pas prête à être une mère. Peu après, Al annonce à Robin et Johnno que d'après les résultats des tests ADN effectués sur le bébé et le cadavre de Matt, ce dernier serait bien le père de l'enfant. Il ajoute qu'en revanche, il ne serait pas le père biologique de Johnno. En partant, Al emmène Tui et ses amis pour une soirée avec son groupe de réhabilitation. Plongée dans ses pensées, Robin ne peut s'empêcher de trouver des lacunes dans la résolution de l'affaire. Le lendemain matin, sans nouvelles de Tui, elle se rend chez Al qui l'accueille en tenue débraillée après une soirée arrosée. Alors qu'il refuse de la laisser entrer et qu'il tente de l'approcher, elle lui tire dessus puis pénètre dans la maison. Elle y retrouve Tui, amnésique de la nuit précédente, ainsi qu'un certain nombre d'hommes occupés à déshabiller des adolescents inconscients dans le sous-sol.
La série se termine quelques minutes après, laissant en suspens de nombreuses questions. Robin, accompagnée par Tui, lave son tee-shirt ensanglanté dans le lac. Quant à GJ, elle quitte Paradise en laissant derrière elle le groupe de femmes.

## Fiche technique

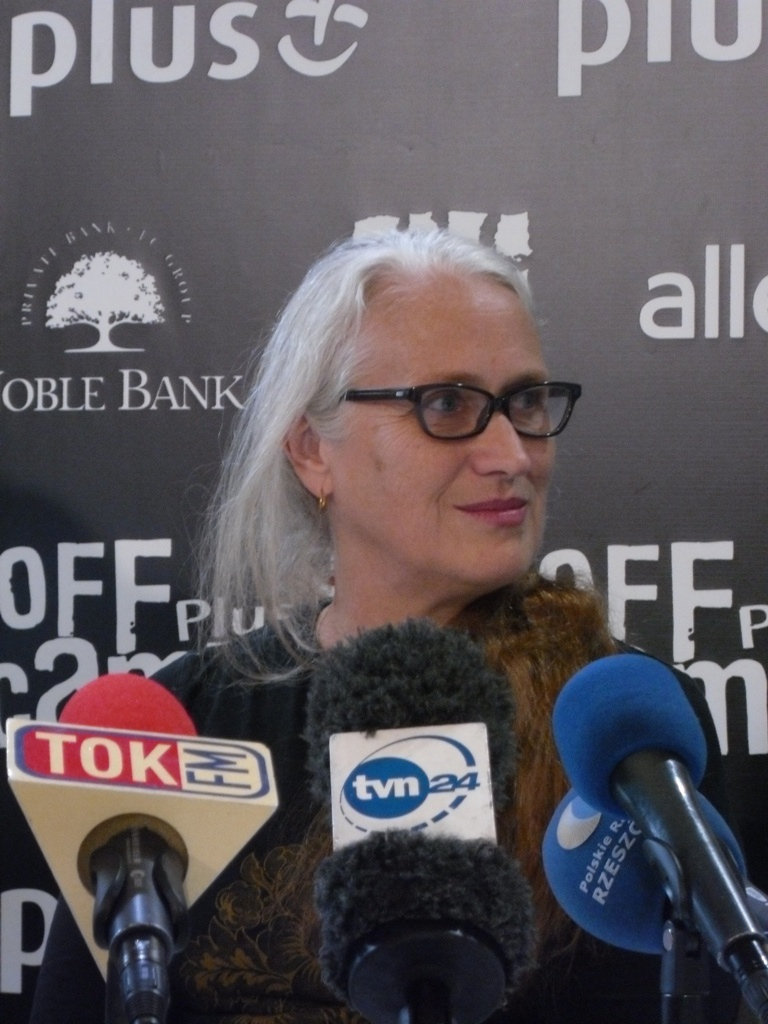
Jane Campion, créatrice, scénariste et réalisatrice.

Note : sauf mention contraire, les informations ci-dessous sont issues de la page de la série sur l'Internet Movie Database.
- Titre : Top of the Lake
- Titre québécois : Au bout du lac
- Création : Jane Campion et Gerard Lee
- Réalisation : Jane Campion (épisodes 1, 4 et 5) et Garth Davis (épisodes 2, 3 et 6)
- Scénario : Jane Campion et Gerard Lee
- Production :
  - Producteurs : Philippa Campbell, Iain Canning et Emile Sherman
  - Producteur délégué : Lucy Richer
  - Producteur exécutif : Trishia Downie
  - Sociétés de production : See-Saw Films et Escapade Pictures, en association avec Screen Australia, Screen NSW et Fulcrum Media Finance[6],[7]
- Distribution : British Broadcasting Corporation, Sundance Channel, UKTV et BBC Worldwide[6]
- Décors : Fiona Crombie
- Costumes : Emily Seresin
- Photographie : Adam Arkapaw
- Montage : Alexandre de Franceschi et Scott Gray
- Musique : Mark Bradshaw, Georgi Kay
- Pays d'origine : Australie, États-Unis et Royaume-Uni
- Langue : anglais
- Année de diffusion : 2013
- Diffuseur : BBC Two, Sundance Channel et UKTV
- Durée des épisodes : 60 minutes (45 minutes sur Sundance Channel)
- Lieux de tournage : Queenstown et Glenorchy (Nouvelle-Zélande)
- Format : filmé en DCP ; diffusé en format 16/9 HD avec un son Dolby Digital

## Distribution
- Elisabeth Moss (VF : Anne Dolan) : Robin Griffin
- David Wenham (VF : Bernard Bollet) : Al Parker
- Peter Mullan (VF : José Luccioni) : Matt Mitcham
- Holly Hunter (VF : Martine Irzenski) : GJ
- Jacqueline Joe (VF : Olivia Tusoli) : Tui Mitcham
- Robyn Nevin (VF : Mireille Delcroix) : Jude Griffin
- Thomas M. Wright (VF : Rémi Bichet) : Johnno Mitcham
- Robyn Malcolm (VF : Carole Franck) : Anita
- Mirrah Foulkes (VF : Céline Ronté) : Simone
- Calvin Tuteao (VF : Philippe Maymat) : Turangi
- Sarah Valentine : Prue
- Dra McKay (VF : Frédérique Cantrel) : Delia
- Stephen Lovatt : Officier Pete
- Jay Ryan (VF : Boris Rehlinger) : Mark Mitcham
- Lucy Lawless (VF : Laurence Sacquet) : Caroline Platt
- Luke Buchanan (VF : Gauthier Battoue) : Jamie
- Skye Wansey (VF : Delphine Braillon) : Grishina
- Genevieve Lemon (VF : Marie Vincent) : Bunny
- Madeleine Sami (VF : Armelle Gallaud) : Zena
- Kip Chapman (VF : Franck Lorrain) : Luke Mitcham
- Alison Bruce (VF : Anne Rondeleux) : Anne-Marie
- Edward Campbell (VF : Marc Moro (cinema)) : Putty
- Byron Coll (VF : Ludovic Baugin) : Penguin
- Gavin Rutherford (VF : Sébastien Faglain) : Officier Joy
- Oscar Redding (VF : Vincent Ropion) : Sarge
- Ben Barrington (VF : Sylvain Tempier) : Terry
- Georgi Kay : Melissa
- Andrew Grainger (VF : Jean-Marc Charrier) : John Wilson
- Alice Ward (VF : Zina Khakhoulia) : Gemma
- Jacek Koman (VF : Michel Papineschi) : Wolfgang Zanic
- Cohen Holloway (VF : Franck Capillery) : Mike
- Anthony Phelan (VF : Denis Boileau) : Ian Fellows
- Andrew Beattie (VF : Mathias Kozlowski) : Big Shane
- Matt Whelan (VF : Benjamin Egner) : Little Shane

- Version française
Société de doublage : Creative Sound[8]
Direction artistique : Sylvie Moreau[8],[9]
Adaptation des dialogues : Philippe Millet[8]
Enregistrement et mixage : Philippe Cochet[8]

Source V. F. : Doublage Séries Database

## Épisodes
1. Paradis vendus (Paradise Sold)
2. Recherches (Searchers Search)
3. Aux confins de l’univers (The Edge of the Universe)
4. Sous l’arc-en-ciel (A Rainbow Above Us)
5. Le Masque du créateur (The Dark Creator)
6. Pas d’adieux, merci (No Goodbyes Thanks)

## Personnages

### Robin Griffin

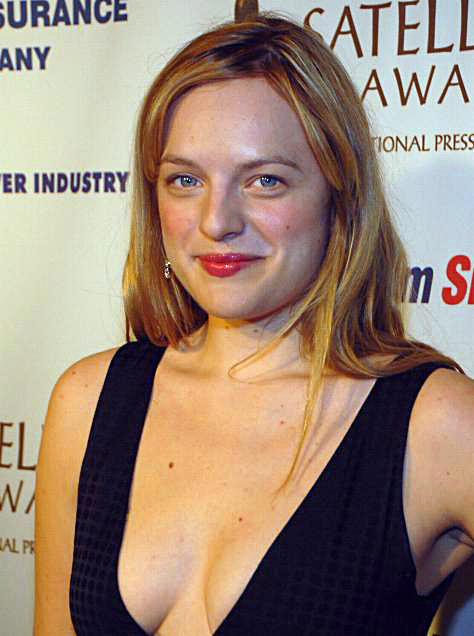
Elisabeth Moss

Robin est une enquêtrice inexpérimentée mais déterminée, spécialisée dans les violences sexuelles sur mineurs ; elle enquête sur la disparition de Tui. Elle habitait avec son fiancé à Sydney avant de revenir au début de la série dans sa ville natale, près de Queenstown en Nouvelle-Zélande, pour rendre visite à sa mère mourante. En revenant à Laketop, elle retourne sur les lieux de son passé traumatisé des années plus tôt. Personnage plein de dichotomies, Robin est à la fois perspicace et naïve, forte et vulnérable ; elle a beaucoup appris de son passé mais reste émotionnellement endommagée. Elle est devenue une femme indépendante et forte, mais son passé réminiscent la met à genoux alors qu'elle a tout tenté pour le renier ou l'oublier. Quête initiatique, son enquête va la confronter à ses démons, qu'ils soient imaginaires ou réels, mais aussi lui donner l'excuse qu'elle attendait pour fuir la maladie de sa mère : en s'identifiant si profondément à Tui et en cherchant avec tant d'acharnement son violeur, Robin cherche à cicatriser la blessure qui n'a jamais guéri.

### Matt Mitcham

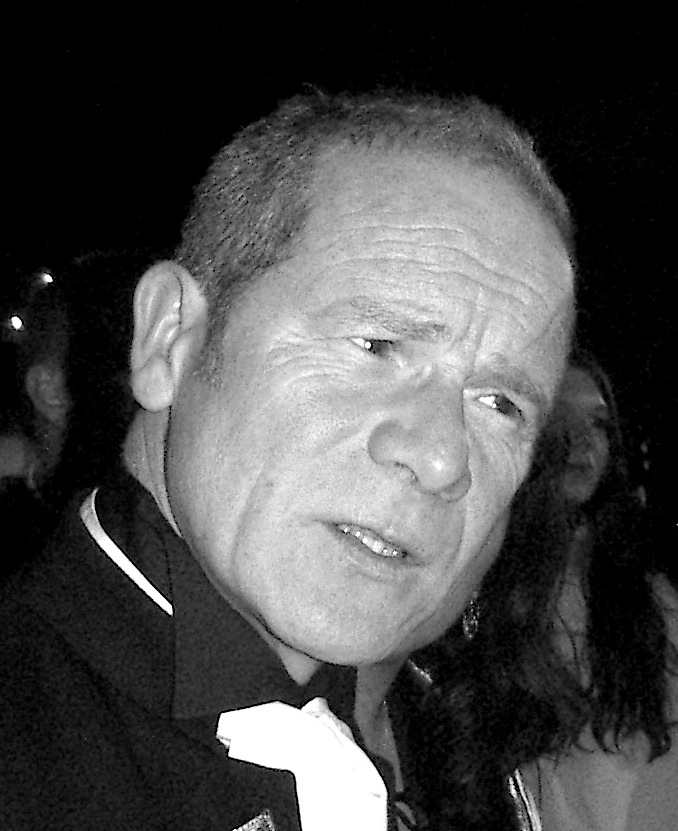
Peter Mullan

Matt est le père de Tui et Johnno. Baron de la drogue, il est narcissique, violent et manipulateur, capable d'être un charmeur dégrossi avant de tomber dans d'effrayants accès de rage. Il vit selon ses propres règles et est empêtré dans l'auto-apitoiement et un sens tordu de la propriété. Agressif et narquois, il émane de lui une perpétuelle aura de menace. Il est très lié à sa mère défunte et lui porte une adoration masochiste ; il semble aussi avoir des instants de confusion mentale allant jusqu'à la paranoïa où il s'exclut de la réalité, ce qui l'amène à faire des choses sans en avoir réellement conscience. Il devient rapidement le suspect numéro un pour le viol de sa fille, formant un candidat trop évident pour être coupable. Il affiche cependant mépris et indifférence pour la vie humaine et les atteintes à l'intégrité physique ou morale des personnes qui l'entourent, comme le montre son attitude lors de la mort du promoteur Bob Platt ou lorsqu'il apprend que sa fille de douze ans est enceinte. Tout en ambivalence, il la traite de « traînée », mais ajoute plus tard à Robin : « Comprends bien une chose : personne ne l'aime plus que moi. Personne ». À deux reprises, il montre un profond instinct de protection pour ce qui lui est cher : outré de l'intrusion par Anita dans les « lieux sacrés » que sont la tombe de sa mère et la chambre de Tui, il entre dans une colère pleine de violence. Peter Mullan déclare que « [Matt] est au début assez étrange, et ensuite, il devient encore plus étrange ! Il ne s'arrange pas. »

### Al Parker

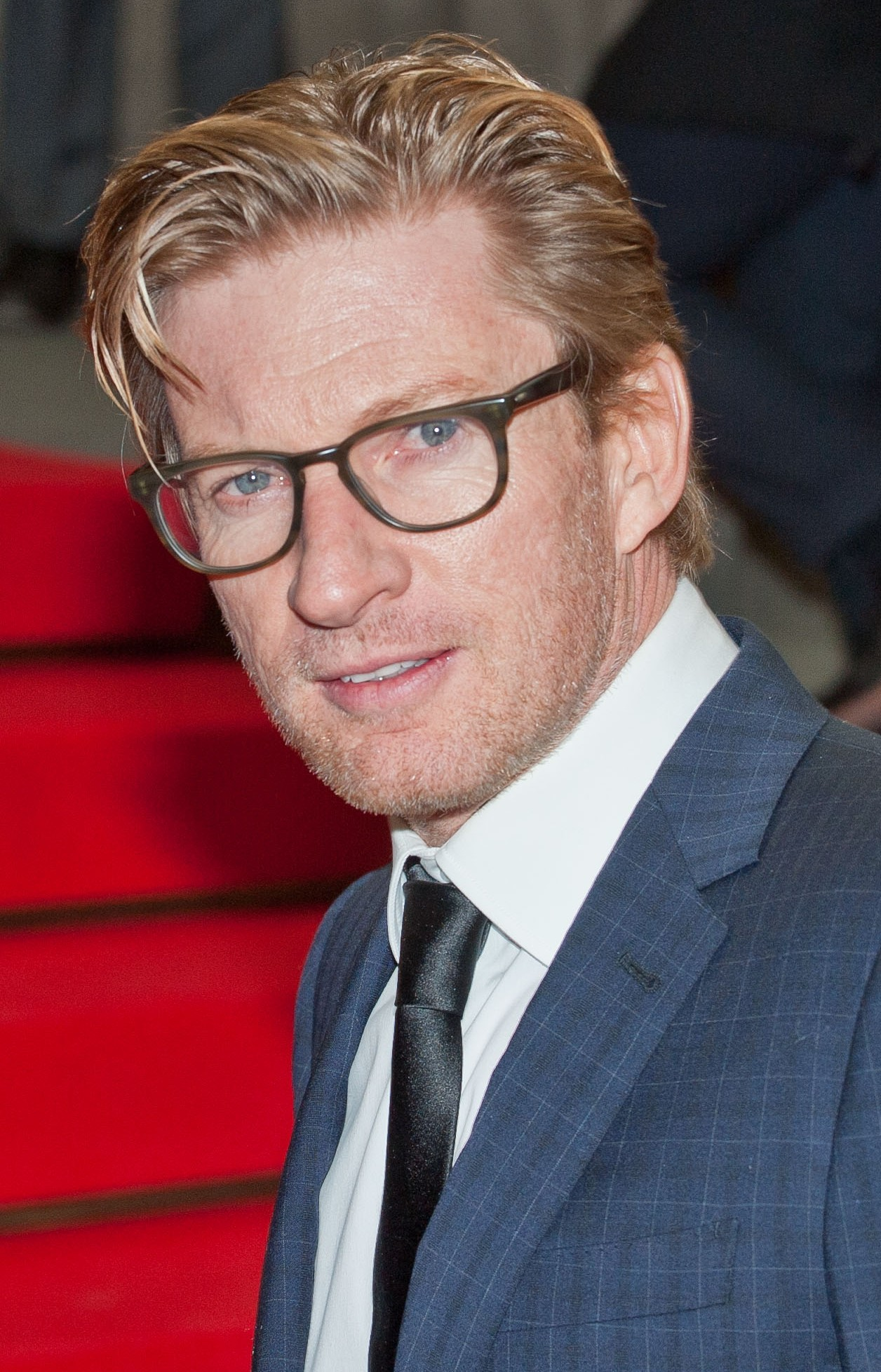
David Wenham

Al est le chef de la police de la ville et le mentor de Robin lorsqu'elle débarque pour enquêter sur le cas de Tui. Il est très impliqué dans la communauté, et a créé dans un café, sur un modèle danois, un programme de réhabilitation pour les adolescents délinquants de la ville. Il semble satisfait de sa position à la tête de la police locale, qui ressemble par son atmosphère masculine à un club. Il a une approche très personnelle du travail de policier, plus concerné par le résultat que par une procédure d'enquête correcte et conforme aux règles. Au fil des épisodes, sous sa personnalité apparemment irréprochable transparaissent des desseins moins glorieux,. Personnage ambigu – un mélange énigmatique de professionnel doucereux et de golden boy macho –, il s'intéresse à Robin depuis qu'il l'a rencontrée et entretient avec elle une relation mêlée d'autorité, de jalousie et de désir.

### GJ

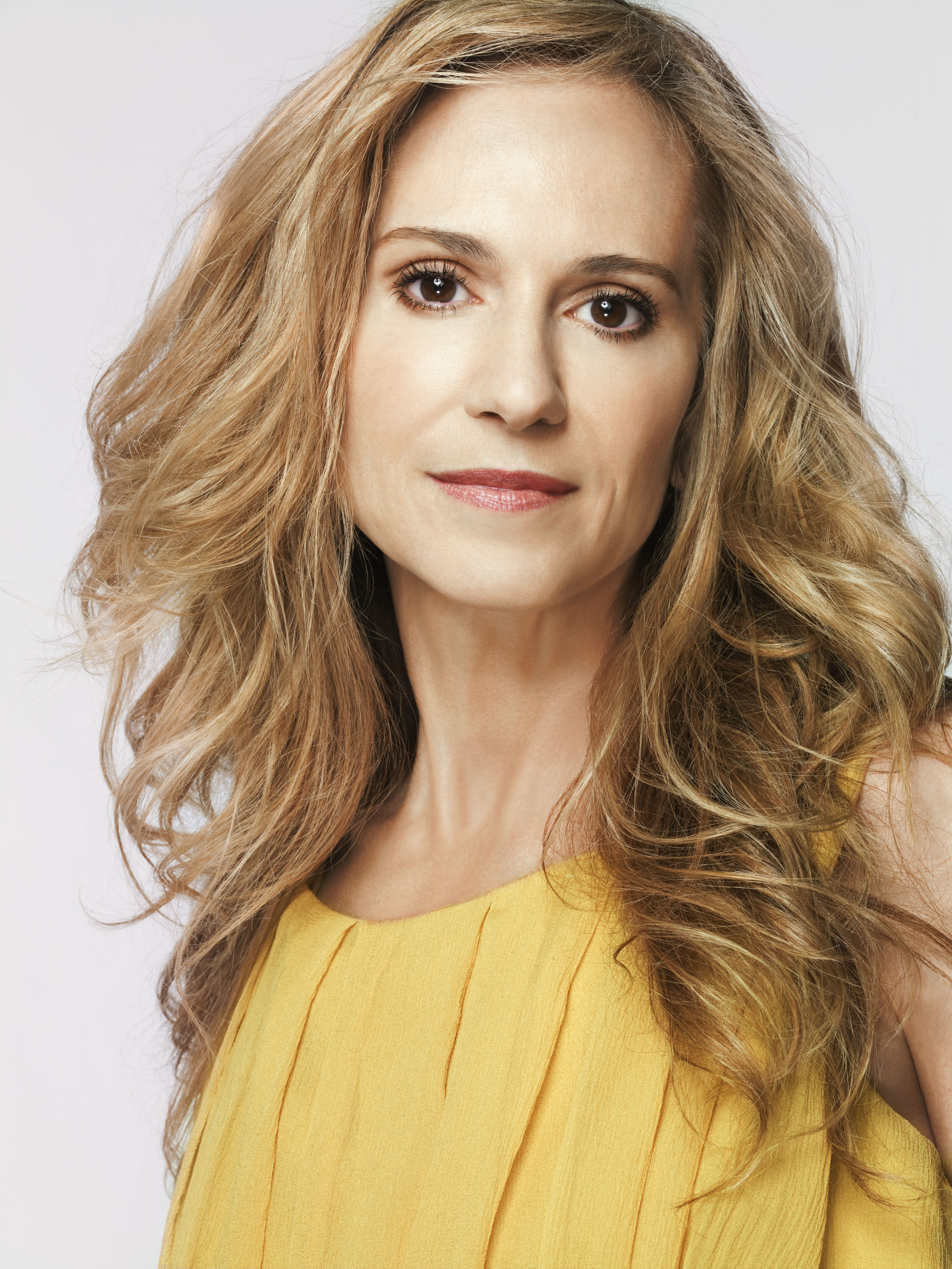
Holly Hunter

Leader spirituel charismatique d'un groupe New Age, GJ est à la tête d'une tribu de femmes blessées, oubliées et désenchantées qui recherchent bonheur et réponses. Ses longs cheveux argentés et son air perpétuellement détaché en font un personnage énigmatique et androgyne réputé pour sa sagacité cinglante. Sa conception de la gentillesse est atypique, puisqu'elle cherche toujours à couper court aux illusions de ses protégées. Mais d'une certaine manière, ses commentaires crus et corrosifs – sous la forme d'aphorismes philosophiques débités sans une trace d'émotion – semblent attirer et satisfaire ses disciples. Elle ne croit pas forcément à l'illumination des esprits, ni que chacun peut trouver l'aide qu'il cherche ; cependant, la confiance en soi et l'absence de doute qui émanent d'elle sont rassurantes : elle est compatissante sans être réconfortante. Par exemple, elle répond à la mère de Robin, Jude, qui vient la questionner à propos de sa mort prochaine qu'elle « ne va pas faire l'expérience de sa propre mort. Lui, le fera », dit-elle en pointant du doigt le compagnon Maori de Jude, ou s'exclame simplement « Boom ! » en désignant le ventre de Tui au début de la série, après quoi celle-ci disparaît. Holly Hunter explique que GJ est une personne que les autres veulent suivre, mais qu'elle refuse de se considérer comme un gourou. GJ est inspirée d'un homme appelé UG Krishnamurti, que Campion a rencontré à Sydney.

### Johnno Mitcham
Johnno, l'un des fils de Matt, revient dans son pays après huit années de prison en Thaïlande pour consommation de drogue. À l'instar de Robin, il revient sur les pas de ses traumatismes passés et reste tourmenté par ses démons. Même s'il n'entretient pas de relation avec son père et ses demi-frères, il s'implique profondément dans l'enquête de Robin à la recherche de sa demi-sœur Tui. Tourmenté par sa participation passive au viol de Robin, Johnno est finalement libéré lorsqu'il lui avoue son secret et qu'il est enfin libre de la venger.

### Tui Mitcham
Tui est une jeune fille renfrognée, rebelle et intelligente – non pas intellectuelle, mais prudente. À l'opposé des nombreuses représentations de filles fragiles et délicates qui sont assassinées dans d'autres séries, Tui ne se laisse pas faire. Elle ne semble pas avoir peur de son père, et va jusqu'à le menacer avec un fusil au début de la série, et à l'abattre lorsqu'il devient une réelle menace. Imprévisible, elle a vis-à-vis des autres un rapport énigmatique et hostile. « Tui » signifie en thaï « oiseau nomade », allusion qui est vérifiée à la fin du premier épisode lorsqu'elle disparaît : elle vole de ses propres ailes. La mère de Tui a immigré en Nouvelle-Zélande avec les nombreux exilés thaïlandais qui s'y sont installés.

## Production

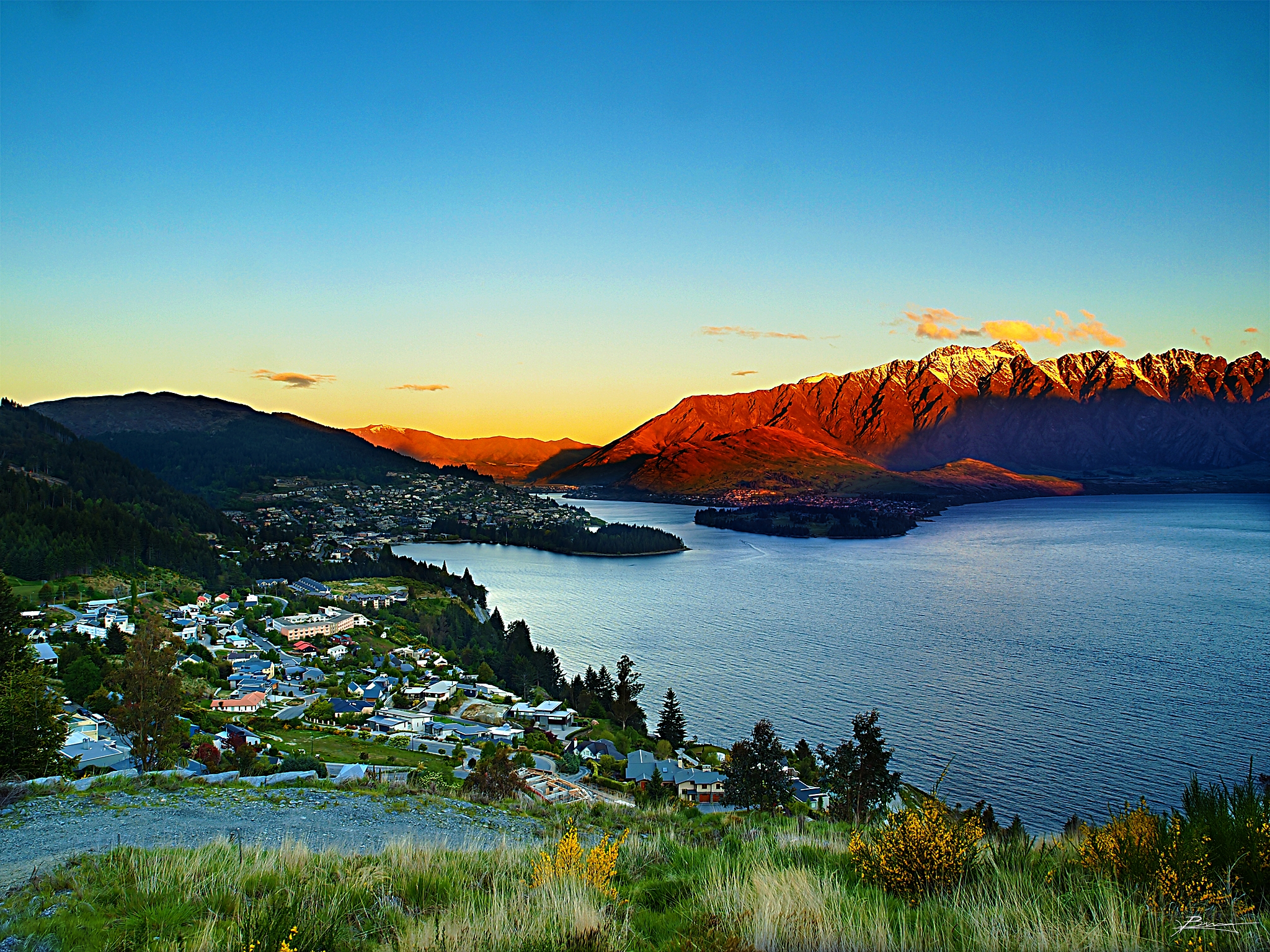
La ville de Queenstown et le lac Wakatipu au Sud de la Nouvelle-Zélande : les lieux de tournages de la série.

### Conception
Jane Campion dit avoir eu l'idée de faire un drame policier (criminal drama) en regardant la série américaine The Killing diffusée depuis 2011 sur AMC, adaptée de la série danoise Forbrydelsen (2007-2012),. En effet, la mini-série partage avec The Killing une atmosphère froide où le soleil se fait rare (la pluie est omniprésente dans The Killing qui se déroule à Seattle), ainsi que la base du scénario : une jeune fille a disparu et une enquêtrice est chargée de la retrouver. Cependant, Top of the Lake diffère de la première série par le fait qu'elle introduit la fille vivante dans le premier épisode et que le sujet n'est pas tant « qui l'a tuée ? » mais « qui l'a mise enceinte ? ». Campion cite aussi Deadwood et Mad Men comme sources d'inspiration,,,, ainsi que la série-documentaire The Staircase.

« C'est une histoire de six heures que je considère comme un roman, dont les épisodes seraient des chapitres. Le plaisir du romancier est la possibilité d'explorer différents personnages, et chaque personnage apporte une saveur différente à l'ensemble. »

— Jane Campion
Il ne s'agit pas de la première œuvre télévisuelle de la réalisatrice néo-zélandaise : elle avait déjà créé et réalisé An Angel at My Table en 1990, adapté de l'autobiographie de Janet Frame, une malade mentale devenue romancière, et remonté pour former le film Un ange à ma table,,. Elle collabore ici pour la troisième fois avec Gerard Lee, avec qui elle a coécrit le court métrage Passionless Moments en 1983 et le film Sweetie en 1989.

### Casting et tournage
Résultant d'une coproduction américano-britannico-australienne, l'équipe de tournage est composée en majorité de techniciens australiens et néo-zélandais, ainsi que la majorité du casting, à l'exception de certains rôles principaux : si David Wenham (Al) et Thomas M. Wright (Johnno) sont des acteurs australiens, ils sont accompagnés par les actrices américaines Elisabeth Moss (Robin) et Holly Hunter (GJ), alors que le rôle de Matt est attribué au Britannique Peter Mullan. Celui-ci déclare qu'il a « trouvé le projet très honnête, très surprenant, très drôle aussi. Et merveilleusement différent. [...] Ce n'est pas juste une recette toute prête ; il y a là un cœur qui bat. » Par ailleurs, si Mullan a gardé son accent écossais, Moss a été aidée par une linguiste pour parler avec l'accent australien de Sydney et l'accent néo-zélandais (surnommé accent « kiwi ») de sa ville d'origine, Laketop,,,. L'actrice Jennifer Ehle avait d'abord auditionné pour le rôle de GJ qui a finalement été attribué à Holly Hunter, alors que Jane Campion avait d'abord proposé celui de Robin à Anna Paquin qui avait déjà travaillé avec elle et Hunter sur La Leçon de piano (The Piano). La réalisatrice avait pensé engager une actrice australienne pour le rôle de Robin, mais a estimé que Toni Collette, l'actrice qu'elle avait en tête, était un peu trop âgée pour faire fonctionner l'histoire parentale avec Matt.
À l'origine, la chaîne Australian Broadcasting Corporation (ABC) devait participer à la coproduction, mais elle s'en est retirée lorsque le rôle principal de Robin a été attribué à l'Américaine Elisabeth Moss,. La chaîne australienne et néo-zélandaise UKTV, appartenant au groupe BBC Worldwide, a pris le relais. Avec le succès de la série, plusieurs commentateurs ont raillé ABC et ont fait remarquer que son abandon de la production avait été une erreur.
Avec un budget de 2 millions de dollars par épisode, le tournage a duré dix-huit semaines et la série a entièrement été tournée en Nouvelle-Zélande, dans la région de l'Otago, à Queenstown et Glenorchy, deux villes situées en bordure du lac Wakatipu. Celui du camp des femmes est le lac Moke,,. Par ailleurs, même si ce n'est jamais mentionné dans la série, Paradise (qui renvoie au nom de la parcelle des femmes de GJ) est un lieu-dit situé à proximité de Glenorchy, à l'endroit où la Dart River se jette dans le lac Wakatipu. Réputée pour sa beauté, la région est régulièrement utilisée pour des tournages, notamment pour ceux des films de Peter Jackson, Le Seigneur des anneaux et Le Hobbit. Alors que Jane Campion a réalisé trois des six épisodes, les trois autres l'ont été par Garth Davis, surtout connu en Australie pour son travail sur des publicités. Le directeur de la photographie, Adam Arkapaw, a pour sa part travaillé sur les films australiens Animal Kingdom, Les Crimes de Snowtown et Lore.

### Développement
« Top of the Lake est un projet très personnel que je revendique de bout en bout. »

— Jane Campion, Télérama
BBC Two, la chaîne britannique qui a coproduit le film et qui est réputée pour la liberté laissée à ses créatifs, a demandé à Campion et Lee : « ce que nous voulons, c'est entendre votre voix. [...] On veut que vous soyez le plus possible vous-mêmes... Ne vous retenez pas », les laissant être aussi ambitieux et audacieux qu'ils le souhaitaient. Campion ajoute « cela a été une merveilleuse provocation ! Pour nous, en tant qu'artistes… Ils ne nous demandaient pas de nous censurer, au contraire. Ils nous disaient « Allez aussi loin que vous pouvez,, ! » Le producteur Iain Canning de See-Saw Films, oscarisé pour Le Discours d'un roi, explique au début de la production en 2012 que « nous voulons être sélectif. Nous voulons choisir des projets uniques, comme Top of the Lake. Nous sommes encore en train de développer la société [après le succès de Shame] et nous cherchons à travailler avec des scénaristes et des réalisateurs de qualité. Nous souhaitons créer une branche pour la télévision, mais avec les bons projets,. »
Campion déclare qu'elle a trouvé à la télévision « plus de liberté » qu'au cinéma : « l'industrie cinématographique est aujourd'hui plutôt conservatrice. Moins de contraintes, un arc narratif plus long : c'est un luxe qui est depuis quelque temps absent des films »,. Pendant deux décennies depuis le début des années 1990, les scénaristes des séries télévisées ont été particulièrement mis en valeur au détriment des réalisateurs (à l'inverse du cinéma), notamment par la promotion des show runners de « séries d'auteur » comme The Wire (David Simon) et The Sopranos (David Chase), représentant l'« âge d'or d'HBO », ou encore Mad Men (Matthew Weiner) sur AMC. Les années 2010 renversent quelque peu cet état de fait, avec non seulement des cinéastes qui utilisent leur réputation d'artistes du septième art pour lancer des séries, mais aussi une plus grande place laissée à la réalisation télévisuelle. Si David Lynch fait office d'exception en 1990 pour Twin Peaks, les années 2010 voient l'apparition à la télévision de Martin Scorsese sur Boardwalk Empire (2010), Michael Mann sur Luck (2011) et David Fincher sur House of Cards (2013), etc. Ainsi, Jane Campion fait partie de cette nouvelle vague de réalisateurs de cinéma passés à la télévision,. Elle explique que « si l'on veut trouver aujourd'hui des regards décalés, une exploration intime de nos existences, voire des styles visuels très marqués, c'est vers les séries qu'il faut se tourner. Chez moi, comme dans la plupart des pays, les salles d'arts et d'essai ont quasiment disparu et les producteurs sont de plus en plus inquiets, frileux, obnubilés par les études de marché,. »

### Deuxième saison
En octobre 2014, au cours du MIPCOM de Cannes, la société de production See-Saw Films a annoncé la commande d'une deuxième saison (China Girl), prévue pour 2017. Le tournage a débuté en décembre 2015. Elizabeth Moss y reprend son rôle et enquête entre Sydney et Hong Kong, accompagnée cette fois par Nicole Kidman, Alice Englert (fille de Jane Campion), Gwendoline Christie et David Dencik.

## Diffusions
La série est pour la première fois présentée en janvier 2013 au cours du festival de Sundance pendant un programme de sept heures d'affilée. C'est la première fois que le festival de cinéma indépendant créé par Robert Redford à Park City diffuse une série télévisée,, de la même façon que la mini-série française Carlos avait été diffusée hors-compétition au festival de Cannes en 2010 avant de l'être sur Canal+, ou que les téléfilms britanniques The Red Riding Trilogy de Channel 4 l'ont été au festival de Telluride en 2009,,. Top of the Lake est également présentée pendant la Berlinale en février 2013. Enfin, les deux premiers épisodes sont diffusés le 16 mai lors d'une séance spéciale de la Quinzaine des réalisateurs du festival de Cannes 2013, séance au cours de laquelle Campion reçoit le Carrosse d'or « pour les qualités novatrices de ses films, pour son audace et son intransigeance dans la mise en scène et la production ».
Top of the Lake est diffusée en sept épisodes de 45 minutes sur Sundance Channel aux États-Unis du 18 mars au 15 avril. En Australie, elle est diffusée sur UKTV en six épisodes d'une heure, du 24 mars au 28 avril et en Nouvelle-Zélande avec un jour de différence. Elle est par ailleurs disponible depuis le mois de mai sur la plateforme de vidéo à la demande Netflix aux États-Unis et au Canada. Au Royaume-Uni, la diffusion de la série sur BBC Two débute le 13 juillet 2013, à raison d'un épisode par semaine tous les samedis pendant six semaines. Les épisodes, sous le format australien (six épisodes d'une heure), sont aussi disponibles sur la plateforme de VOD BBC iPlayer peu après. Alors qu'ils sont simplement numérotés aux États-Unis et en Australie (Episode One, Episode Two, etc.), les épisodes comportent un titre sur la BBC.
En France et en Allemagne, Top of the Lake est diffusée à l'automne 2013 sur la chaîne Arte,,.
Diffusion internationale :
- États-Unis : entre le 18 mars et le 15 avril 2013 sur Sundance Channel (7 épisodes de 45 minutes)
- Australie : entre le 24 mars et le 28 avril 2013 sur UKTV Australia (6 épisodes de 60 minutes)
- Nouvelle-Zélande : entre le 25 mars et le 29 avril 2013 sur UKTV New Zeland (6 épisodes de 60 minutes)
- Canada : entre le 13 juillet et le 17 août 2013 sur Bravo! (7 épisodes de 45 minutes)
- Royaume-Uni : entre le 13 juillet et le 17 août 2013 sur BBC Two (6 épisodes de 60 minutes)
- Allemagne /  France : le 7 et le 14 novembre 2013 sur Arte (deux fois 3 épisodes de 60 minutes)
- Québec : fin mars 2014 sur l'interface TOU.TV (sur demande) de Radio-Canada

## Thèmes

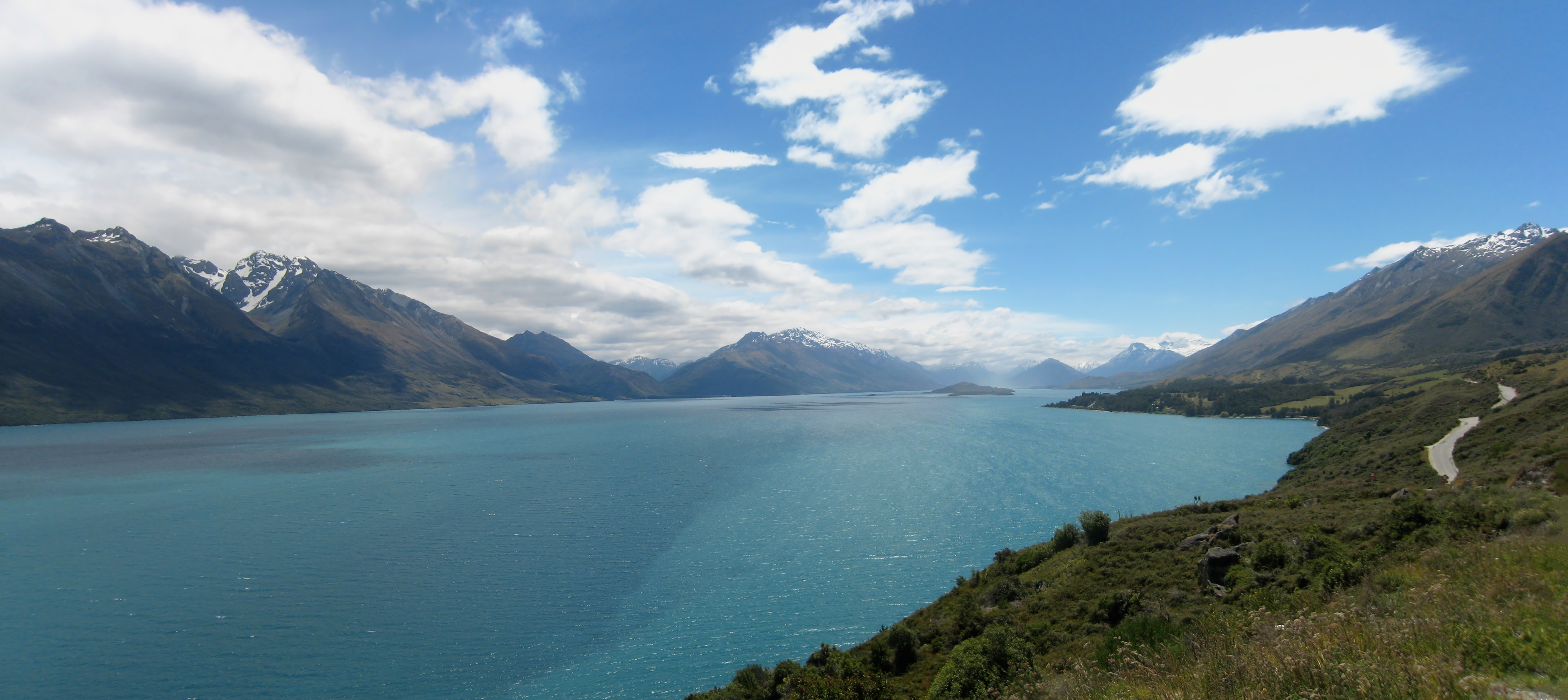
Les lieux de tournage de la série : le Nord-est du Lac Wakatipu, et les Alpes du Sud au fond.

### Le bien et le mal
La série aborde régulièrement la question d'une opposition entre le bien et le mal dans ce qui est appelé un « Paradis du bout du monde ». Au sens littéral, « Paradise, » est le nom de la parcelle où GJ et les femmes ont installé leur campement. Matt Mitcham, l'ancien propriétaire, raconte que malgré le fait que l'endroit ait l'air d'un paradis paisible, une famille y a été massacrée, et que le lieu jouit depuis d'une mauvaise réputation ; il y reste cependant très attaché, expliquant que « [sa] mère est enterrée au Paradis ». Dans un sens plus symbolique, le « Paradis » renvoie à l'apparente beauté hypnotisante qui se dégage du lac et de ses environs, mais qui, de par ses habitants, son histoire et sa culture, a plutôt des allures d'Enfer, lieu de toutes les souffrances qu'endurent les personnages,. Le terme « bout du monde » est largement utilisé dans la presse pour qualifier la ville et le lac, la réalisation ayant représenté ces lieux de façon à évoquer une barrière au-delà de laquelle aucune vie n'est possible,,,,,.
Toute la série repose sur de multiples contradictions entre deux termes souvent antonymes. En partant de l'habituelle lutte entre le bien et le mal, Top of the Lake est basée sur une dualité dont les ingrédients s'opposent : homme / femme ; beauté / laideur ; adulte / enfant ; innocence / culpabilité ; paix / violence ; vérité / ignorance ; protection / pouvoir… Cependant, elle n'apporte de réponse manichéenne à aucune de ces questions, laissant le soin à son spectateur de se faire sa propre idée,.
Dans Top of the Lake, les apparences sont trompeuses et chaque personnage cache enfoui plus ou moins profondément une blessure ou un secret : le viol traumatique de Robin et l'abandon de son enfant né du viol ; les séances de flagellation de Matt ; le mutisme inexpliqué de Jamie, etc. Parfait exemple de l'ambivalence de la série, Al Parker apparaît d'abord comme un allié de Robin, tout en suivant ses propres buts ; au contraire, Matt est un personnage considéré comme négatif (même s'il ne l'est pas autant que prévu), alors que Robin, GJ et Johnno, s'ils ont de nombreux défauts, sont des personnages positifs. Le spectateur a d'ailleurs un temps d'avance sur Robin à propos de la vraie nature de Al, puisqu'elle ne semble pas décoder les signaux d'alerte qui émanent de lui : il la soutient dans son enquête puis lui met des bâtons dans les roues ; il l'invite chez lui et « s'occupe d'elle » alors qu'elle s'évanouit ; il la renvoie avant de la ré-embaucher ; il la demande en mariage avant de trahir sa confiance en forçant sa rencontre avec Matt lors de leur sortie en bateau. Al joue un rôle tout au long de la série, et il n'en sort qu'à la fin, aidé par l'alcool qu'il a avalé, où sa maîtrise de soi disparaît et où il se laisse entraîner par ses pulsions.
La religion est également brièvement abordée par Robin. Elle explique à Al qu'étant donné la culture catholique de sa mère, celle-ci n'a pas voulu que sa fille avorte de l'enfant qu'elle a eu après son viol. D'une manière générale, les thèmes bibliques sont très présents dans la série. Le bébé de Tui est appelé Noé (Noah en version originale) alors que d'autres prénoms issus de la culture judéo-chrétienne sont aussi mentionnés, notamment les Évangélistes : Marc (Mark), Luc (Luke) et Jean (Johnno), les fils de Matt (Matthieu). La série propose aussi l'idée récurrente d'un paradis au sens propre comme au sens figuré ; la représentation d'une ville fictive située dans les limbes entre paradis et enfer, entre bien et mal ; la « purification » apportée par l'immersion des corps dans l'eau rappelant le baptême chrétien, le Mikvé juif, voire les ablutions musulmanes avant la prière ; etc.

### La famille et le pouvoir
Les parents sont censés protéger leurs enfants du mal et des dangers, leur permettant de grandir dans les meilleures conditions possibles. C'est un élément qui manque chez pratiquement tous les personnages de la série. Il n'y a pas de famille « traditionnelle » représentée, aucune famille avec un père et une mère. La mère de Tui n'habite pas avec elle chez Matt et elle ne rencontre pas sa fille une seule fois au cours des épisodes. Jamie vit avec sa mère célibataire, mais dans une caravane dans le jardin de leur maison. La mère de Johnno n'est pas mentionnée. Le « père » de Robin s'est noyé dans le lac lorsqu'elle était enfant. La figure du père est presque intégralement occupée par Matt Mitcham qui se révèle être le père de cinq des personnages. Cependant, il semble avoir été incapable de protéger Tui des dangers et des traumatismes – ni Robin à l'époque où elle a été agressée (même s'il lui a rendu une certaine forme de justice). Mais bien que Matt ait été dépassé à de nombreuses reprises, il semble réellement se préoccuper de sa famille, même si sa relation avec les membres qui la composent soit « dangereusement tordue. »
Deux hommes exercent un pouvoir sur l'ensemble des personnages de la série : Matt Mitcham et Al Parker,,,,. Les gens de la communauté craignent Matt Mitcham et celui-ci règne en maître sur ses fils, un groupe de bikers, ses employés dans le trafic de drogue qu'il entretient et sur ses chiens. Al Parker est à la tête de la police de la ville, et il a aussi l'autorité sur le groupe d'adolescents qui travaille dans son café. Matt a l'air de contrôler Parker pendant une grande partie de la série, mais la fin semble sous-entendre qu'Al est le principal antagoniste et donc celui qui a le plus de pouvoir. Matt est le symbole du patriarcat, régnant en maître sur sa famille comme sur la ville, alors que la série est parsemée de symboles phalliques faisant résonner la supériorité de l'homme sur la femme,.
La violence des échanges entre les personnages est motivée par les concepts de soumission / domination. Ce n'est pas tant un instinct de sadisme, de vengeance ou de passion qu'un besoin de contrôle sur l'autre qui définit les rapports de pouvoir entre eux et cela se retrouve non seulement dans leurs rapports sociaux mais aussi sexuels, notamment par les viols. Par exemple, la description faite par Johnno de la soumission que lui ont imposé les violeurs de Robin – ils lui ont attaché une laisse autour du cou et l'ont fait marcher comme un chien – rappelle le film Cul-de-sac de Roman Polanski, dont les thèmes sont similaires à ceux de Top of the Lake : une histoire de sexe(s) et de pouvoir.

### Le viol et la violence
La ville de Laketop semble entretenir une « culture du viol,,. » En effet, Robin a été violée adolescente par une bande d'adultes ivres ; Tui tombe enceinte à douze ans à la suite d'un viol dont elle ne garde aucun souvenir. Enfin, Robin découvre l'organisation de réhabilitation corrompue qu'a mis en place Al, impliquant plusieurs hommes et du Rohypnol (« Roofie ») pour violer de façon systématique tout un groupe d'adolescents censés être sous sa protection. De plus, et malgré ses dénégations, il est probable qu'Al a abusé de Robin au cours de la soirée chez lui après l'avoir droguée. Par ailleurs, la gravité des crimes mentionnés (viol et viol sur mineur, sans parler du meurtre) est prise à la légère par la plupart des hommes des forces de police et accentue l'impression d'une certaine banalité et minorisation de ce genre de crime dans la ville,.

« La communauté de Laketop est un univers à part entière où les hommes font ce qu'ils veulent ; la police détourne le regard (lorsqu'elle n'est pas ouvertement complice), la criminalité et la violence font simplement partie de la vie quotidienne. Les femmes ont quant à elles compris qu'elles devaient soit faire avec, soit souffrir d'innombrables chagrins et humiliations. »

— Michael Sicinski, Cinema Scope
La violence est omniprésente dans la série, qu'elle soit physique ou, bien plus souvent, psychologique,,. Passée de génération en génération, elle est la seule solution que trouvent les personnages pour s'en sortir, comme une échappatoire virile aux traumatismes : Robin enfonce un tesson de bouteille dans la poitrine de son violeur ; Matt et ses fils mettent en scène le suicide de Zanic lorsqu'ils le suspectent d'avoir violé Tui ; celle-ci abat son père qui menaçait son enfant ; etc. La violence est également le seul langage parlé et compris par tous : lorsque Al questionne Jamie dans la salle d'interrogatoire, il dit agir « comme son père » et sa stratégie se résume à l'humilier et à le frapper, lui imposant sa stature dominante (Al est debout et Jamie assis), sa force physique (un adulte entraîné et un adolescent mutique) et son autorité (de « père » et d'officier de police). En ce sens, la série est « désagréablement déterministe », puisque les adultes masculins transmettent leur culture de violence et de domination – de l'homme sur la femme, du fort sur le faible – à la génération suivante : Johnno imite son modèle paternel pourtant renié en tabassant Sarge ; plutôt que de faire marcher la vraie justice, Matt, Al et d'autres rendent leur propre justice aux violeurs de Robin… La notion de connaissance et d'apprentissage prend un sens mimétique : « mon garçon, prend modèle sur ton père – celui qui t'a frappé – et frappe à ton tour ». L'ensemble de ces comportements rappellent le film de Michael Haneke, Le Ruban blanc (Das weiße Band) : des pères dominateurs qui battent et manipulent leurs enfants alors que ceux-ci grandissent dans la République de Weimar, déterminant ce qu'ils deviendront dans le futur Troisième Reich.
Les personnages féminins n'ont quant à eux que deux options : « fight or flight » (la lutte ou la fuite). La violence auto-infligée est également récurrente, en particulier pour les séances de flagellation de Matt face à la tombe de sa mère ou la façon dont Jamie se cogne la tête contre les murs, incapable d'exprimer autrement les émotions qui le traversent.

### La vérité et l'ignorance
La série pose régulièrement la question de l'importance de la vérité, de la connaissance, en même temps que de son antonyme, l'ignorance. L'épisode 3 est à cet égard particulièrement centré sur la question. C'est à cette unique occasion que Robin évoque l'enfant auquel elle a donné naissance après le viol en réunion dont elle a été victime à quinze ans. Elle raconte à Al qu'elle a reçu une lettre de sa fille qui veut connaître ses parents : elle a le choix entre ne pas lui répondre, lui mentir ou lui dire que son père est un violeur et qu'elle n'aurait jamais dû naître. La vérité occupe alors une place bien faible par rapport à la portée dramatique qu'elle pourrait avoir. Robin déclare finalement « Fuck the truth, Al ». L'identité du père est et reste incertaine (tout comme celle de celui de l'enfant de Tui à la fin de la série), étant donné la multiplicité des agressions. De même, Robin apprend que Johnno, son petit-ami de l'époque, était présent au cours de son viol, et elle ne peut se résoudre à ce qu'il lui raconte s'il a participé ou non, ou s'il n'a été qu'un spectateur contraint. Le mot « NO ONE » de Tui révèle par ailleurs sa propre ignorance de la vérité, mais il est aussi implicitement dénonciateur : dans cet environnement machiste et sexiste, « n'accuser aucun homme revient à les accuser tous. » En effet, comme l'explique Robin dans l'épisode 3, « no one » peut signifier en anglais à la fois « personne » et « plus d'un ».
Dans un autre registre, il semble que retrouver le meurtrier de Bob Platt, Wolfgang Zanic et April Stephens n'est pas très important pour le chef de la police, qui préfère l'ignorance et le confort du quotidien à la vérité et au chamboulement de ses habitudes. La réaction de la police à la disparition et au viol de Tui est choquante de la part d'un service public censé faire respecter la loi : « d'une part, ils prennent l'enquête pour négligeable, et d'autre part, ils se moquent du fait qu'à 12 ans, elle ait bien pu tomber enceinte, alléguant qu'elle l'avait sûrement cherché. » Plutôt que d'enquêter sur ces crimes, la police porte un jugement – erroné qui-plus-est – et les classe au rang des infractions. Comme Robin va s'en rendre compte, l'enquête sur la disparition de Tui va l'amener à faire sortir les cadavres du placard de la ville, ce qu'elle va faire en y laissant des plumes, confirmant l'adage « ignorance is bliss » (l'ignorance est une bénédiction). L'« incertain » est également caractéristique de Top of the Lake, car beaucoup de questions restent sans véritable réponse à la fin de la série,.
Enfin, le choc des cultures entre la brutalité du clan Mitcham et le groupe des femmes blessées de GJ rappelle à certains commentateurs des fictions comme La neige tombait sur les cèdres (Snow falling on cedars, 1999), film adapté du roman de David Guterson ou Smilla et l'Amour de la neige (Frøken Smillas fornemmelse for sne, 1992), roman de Peter Høeg.

### Images récurrentes

#### Les têtes de cerfs

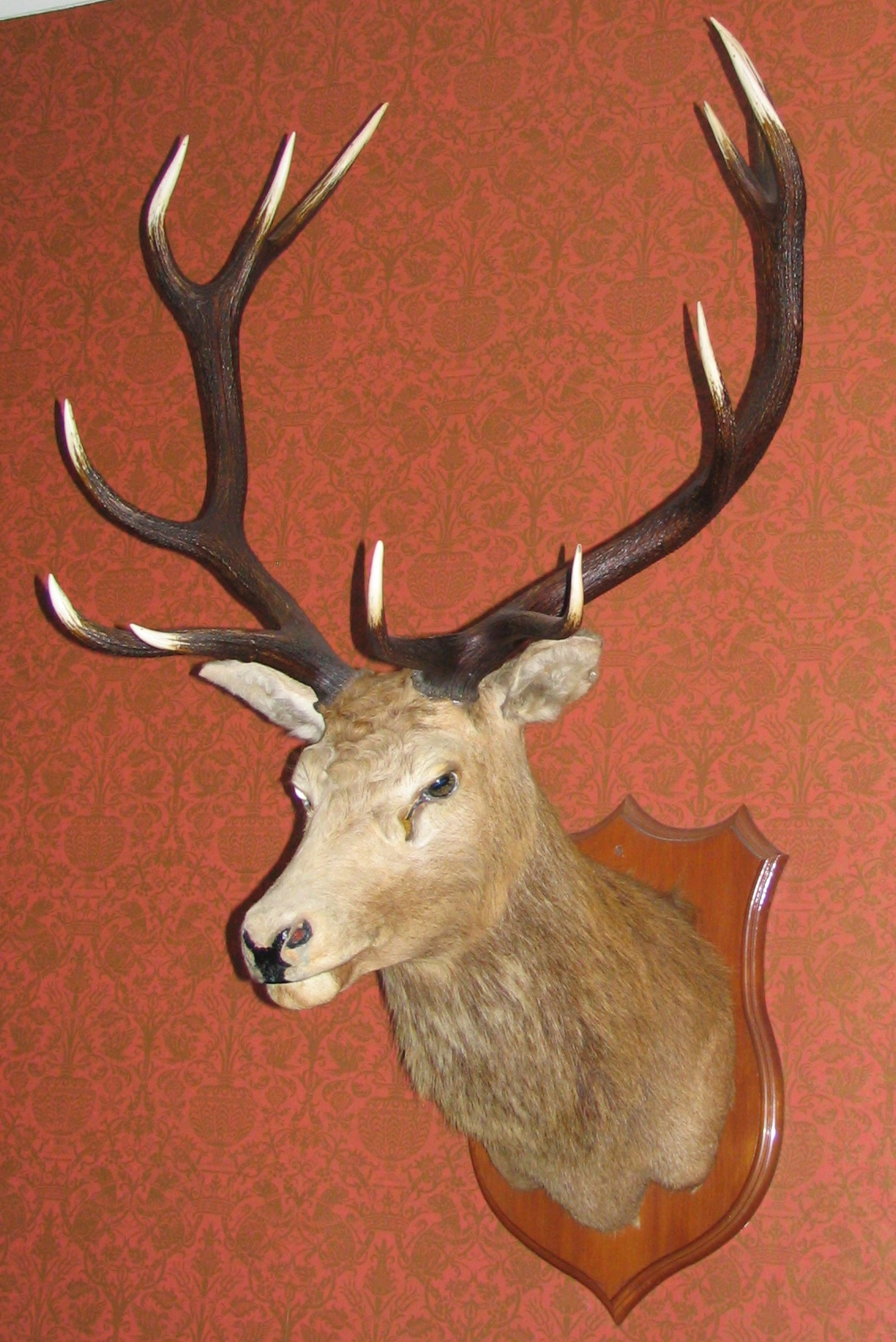
Une tête de cerf empaillée.

Les têtes de cerfs montées sur les murs des différents endroits filmés de la série sont nombreuses. Elles représentent habituellement une forme de trophée, symbolisant le pouvoir du chasseur sur l'animal, du fort sur le faible. Ces têtes empaillées sont présentes entre autres dans le générique, dans le bureau de Al, le salon de Matt, la salle de bal du lycée et la chambre marron où ont lieu les viols des adolescents. De la même manière que ces « trophées de chasse », Al a affiché les photos encadrées des enfants qu'il a « aidés » à se réhabiliter dans son café après leurs délits, tout en profitant d'eux. Les têtes d'animaux puissants sont depuis longtemps considérées comme des emblèmes ; le cerf symbolise, à l'instar du lion ou de l'ours, la royauté. De plus, les cerfs sont interprétés par certains chrétiens comme des signes divins ou des symboles du Christ. Ils sont aussi, d'après saint Eustache et saint Hubert, une image de l'innocent condamné à être sacrifié, comme Jésus sur sa croix ou simplement par la chasse, alors que les bois du cerf, repoussant chaque année après être tombés, apparaissent comme des images de la résurrection. Mais comme dans un film de Lars von Trier, ces trophées d'animaux morts ont ici une connotation sombre et ténébreuse ; en spectateurs muets, ils assistent impuissants aux crimes, aux abus, aux violences et aux luttes des personnages, tel le dénominateur commun de chaque équation que pose la série.

#### L'eau
Tui et Robin s'immergent respectivement dans l'eau du lac au cours de la série, une façon de purifier leurs corps violés et/ou d'apaiser leur esprit en manque de foi ou d'avenir heureux. L'eau du lac, qui semble pure et paisible, cache dans ses tréfonds une noirceur d'encre, symbolisant ainsi l'âme humaine. Le lac, mystérieux et dangereux, est le point central de la série – à la fois le point de départ et le point final, au sens propre comme au sens figuré (la série commence avec Tui qui s'immerge dans le lac et elle se termine lorsque Robin y lave son tee-shirt). Robin l'a fui une bonne partie de sa vie (fuyant le souvenir de son viol et celui de son père qui s'y est noyé), mais le lac exerce une attraction malsaine sur elle et les autres personnages, comme une fascination funeste. L'eau, qui est dans la culture occidentale l'ingrédient du baptême, symbolise la purification, la guérison et le renouveau, et c'est aussi, dans la tradition musulmane par exemple, le symbole de la vie,. Cependant, à l'inverse de ces idées, l'eau du lac semble ici avoir des propriétés maléfiques.
La série propose également d'autres récurrences, comme les os (collectionnés par Jamie, parce que « les os ne mentent pas »), les tatouages (sur les corps de Johnno et de Mark, les fils de Matt, et sur le visage du compagnon Maori de Jude), ainsi que les chiens.

## Format

### Une série policière ou un film en six parties?
La série est basée sur un banal scénario policier de meurtre et/ou de disparition. Mais son traitement diffère des autres séries du même genre, notamment des « police procedurals » (des enquêtes résolues dans l'épisode) diffusés sur les réseaux publics américains en particulier (Columbo, Law and Order, Les Experts, NCIS…),. Sur Slate.com, un critique écrit que « Top of the Lake est une curiosité parmi les séries criminelles. C'est une tragédie psychologique qui se prend pour un thriller policier, tout en déconstruisant ces genres en un essai féministe,. » Sur un rythme beaucoup plus lent que d'autres séries du genre, et avec un nombre d'épisodes à la fois plus grand (l'enquête se déroule sur les sept épisodes) et plus petit (une saison de série habituelle compte entre 13 et 24 épisodes), l'enquête policière devient le fil rouge autour duquel gravitent les personnages. La réalisatrice s'emploie ainsi à creuser la psychologie des personnages plutôt qu'à résoudre rapidement le mystère de la disparition de la fillette – et de la découverte de son violeur,,. Considéré par sa créatrice comme un « anti-CSI », Top of the Lake s'intéresse moins aux sciences criminelles et légales qu'à une enquête cohérente et un personnage central tourmenté : « en fait, nous avons essayé d'aller contre l'esthétique des police procedurals ».
Alors que les histoires impliquant violence et oppression, surtout envers les femmes et les enfants, sont utilisées dans de nombreuses séries, elles le sont surtout dans le but d'accélérer le scénario d'un procedural ou pour initier un cliffhanger mélodramatique. Plutôt que de traiter directement la question du viol, la série analyse les conséquences de la violence et des agressions, qui se révèlent être des voies complexes et nuancées qu'empruntent à la fois les personnages masculins et féminins. « Examiner les effets de la brutalité sur ceux qui en font usage et sur ceux qui les subissent semble être la raison d'être de la série, » explique une chroniqueuse du Huffington Post américain. Dans The Hollywood Reporter, un commentateur ajoute que « Top of the Lake présente un affreux portrait de la condition humaine, dans la même veine que d'autres séries liant crime et famille ces dernières années. Et celle-ci grimpe déjà sur le podium des meilleures d'entre elles,. »
Le format « mini-série » choisi pour Top of the Lake est précisément à la mode depuis le début des années 2010 dans les pays anglo-saxons, avec des œuvres comme Hatfields and McCoys (2012) et La Bible (The Bible) (2013) de History Channel ou encore Mildred Pierce (2011) et Parade's End (2012) de HBO. Les réseaux câblés américains ont programmé pour 2013 plusieurs autres séries de ce format : Hindenburg: The Last Flight (Encore), Barabbas (Reelz), Bonnie and Clyde (Lifetime et History), alors que Steven Spielberg travaille sur l'adaptation Napoleon du film abandonné de Kubrick sur l'empereur français. Ce choix permet de développer une intrigue cinématographique (ici, celle d'un film policier et/ou noir) tout en bénéficiant d'un contenu plus long et donc propice à l'approfondissement des détails et des personnages, sans tomber dans la surenchère des multiples saisons des séries télévisées « normales », qui s'essoufflent parfois au bout d'un temps plus ou moins long,. De plus, Top of the Lake profite du succès critique international de la mini-série australienne The Slap diffusée sur ABC en 2011. Arte a d'ailleurs annoncé presque au même moment l'achat des droits de diffusion des deux séries.

« Tourner une série est une expérience intéressante mais compliquée. Il fallait préserver une unité de ton et de style sur la durée des sept épisodes et j'ai souvent eu le sentiment que nous courions à la catastrophe. C'est comme piloter un gros avion en luttant en permanence pour garder le cap. Il me fallait maintenir la forme du thriller tout en développant l'univers très particulier que j'avais choisi, creuser les personnages, trouver leur vérité, soigner le style, tenir le rythme. »

— Jane Campion, Télérama

### Décor, style et rythme
La réalisation installe une atmosphère mystérieuse, étouffante et envoûtante, froide et organique, avec des paysages à la beauté rude et sauvage, à la fois fascinants et menaçants. À la limite du surnaturel, le décor est un personnage à part entière,, le scénario intégrant la nature à la diégèse de la série. Jane Campion explique que l'histoire policière qui définit la série est largement influencée par le décor : « la magnificence et l'ampleur du paysage sont si gigantesques par rapport à n'importe quel petit problème personnel que l'on peut avoir, ! » Toute la série est emplie d'une ambivalence entre la beauté extérieure et la laideur intérieure, où l'eau qui dort n'est qu'une illusion de la paix et du bonheur,. Un commentateur écrit à ce propos que « autant la beauté de ces paysages exotiques nous estomaque ; autant ils nous rappellent constamment que nous sommes éloignés du monde civilisé et que la loi de la jungle, avec toute sa cruauté, prime. » Enfin, le style cinématographique rappelle certaines productions nordiques, en particulier pour la représentation du climat – le givre, le brouillard et l'eau glacée, l'ensemble étant exempt de couleurs – projetant Top of the Lake dans la plus pure tradition des drames scandinaves lugubres.
Avec un rythme qualifié de contemplatif, des critiques comparent la série à un western pour sa représentation d'une nature hostile dont va faire son alliée une jeune fille traumatisée, et la rapprochent à cet égard de la série Deadwood (2004-2006), influence revendiquée par la réalisatrice. Par ailleurs, l'image de Tui entrant dans le lac rappelle une scène de L'Intendant Sansho (山椒大夫, Sanshô dayû, 1954) de Kenji Mizoguchi, où la jeune Anju se suicide en disparaissant dans l'eau pour protéger la fuite de son frère Zushiô, dans un dernier acte désespéré de refus de la condition d'esclave et d'amour fraternel. L'appel à l'aide de Tui au début de la série rappelle ce sentiment écrasant d'impuissance et de désillusion, tout en reliant son retour en arrière à une certaine forme d'amour filial pour l'être qui grandit en elle. La scène fait aussi penser au mythe d'Ophélie, retrouvée morte au clair de lune sur les rives d'un lac dans Hamlet.

« Il ne s'agit pas de saisir le spectateur et de l'entraîner dans une histoire policière à rebondissements, mais de l'inviter à se fondre tranquillement dans le lac de montagne qui borne l'horizon et à se couler dans le quotidien d'individus qui peuplent ses rives. Ils y ont planté leurs obsessions, leurs peurs, leurs blessures et leurs violences car ils n'avaient pas d'autre endroit où se réfugier. Dès les premières scènes, on éprouve le sentiment de se trouver quelque part au bout du monde, à l'une de ces extrémités qui se dresse à la manière d'une barrière au-delà de laquelle on n'imagine pas aller. »

— Pierre Sérisier, Le Monde des séries

## Analyse
« Personne ne peut survivre dans cette eau. »

— (en) « No one can survive in that water. »

### Des personnages atypiques
Même si la base du scénario est digne d'un film policier, d'un « whodunit », elle contraste avec le genre non seulement dans le traitement de l'enquête, plutôt inconventionnelle vis-à-vis du « canon » des séries criminelles, mais aussi dans sa représentation des personnages. Tui en est l'exemple type : elle disparaît, mais elle n'est pas morte ; à douze ans, elle est plus mûre que bien des adolescents de son âge et elle décide, devant toutes les menaces qu'elle identifie, de mettre au monde son enfant seule dans la forêt, démontrant une capacité d'analyse et un instinct de protection rare ; physiquement, elle ne correspond pas non plus aux stéréotypes habituels des séries américaines : elle n'est pas une « reine du bal blonde et blanche » – comme Laura Palmer dans Twin Peaks par exemple – mais une délinquante sauvage et solitaire d'origine asiatique,.
Le personnage de Robin est, dans l'histoire de la télévision, atypique. Cependant, il rejoint les personnages devenus populaires et qui tendent à se développer avec la place prise par la femme dans la société et à l'écran. Robin Griffin est en effet comparée à Clarice Starling (Jodie Foster), agent du FBI dans le Silence des agneaux (The Silence of the Lambs, 1991) qui doit se mettre psychologiquement à nu devant Hannibal Lecter pour résoudre son enquête,, ainsi qu'au commissaire Jane Tennison (Helen Mirren) de la série britannique Suspect numéro 1 (Prime Suspect, 1991-2006) et à son homologue américaine Brenda Leigh Johnson (Kyra Sedgwick) de The Closer (2005-2012), des femmes dans un monde d'hommes,,.
Elle est également rapprochée des enquêtrices Sarah Lund (Sofie Gråbøl) et Saga Norén (Sofia Helin), héroïnes respectives des séries danoises et suédoises The Killing (Forbrydelsen, 2007-2012) et Bron (2011-), ainsi qu'à Sarah Linden (Mireille Enos) dans The Killing (2011-), adaptation américaine de la première. Elles ont en commun leur complète dévotion au métier de policier, une apparence androgyne (très marquée pour Lund) et un état d'esprit – couplé à une relation aux autres – proche de l'asociabilité (jusqu'au syndrome d'Asperger pour Norén),. Enfin, étant donné les nombreux rapprochements entre Top of the Lake et Twin Peaks, Robin est associée à l'agent Cooper, interprété par Kyle MacLachlan.

### De multiples niveaux de lecture
« Les multiples niveaux de lecture sont ce qui rend la série intéressante. Un camp de femmes, un baron de la drogue et un mystère à résoudre, tout-en-un. »

— Jane Campion, The Hollywood Reporter
Sur la ligne familière et traditionnelle de l'enquête policière vient se greffer une histoire parallèle, celle de l'installation d'un groupe de femmes brisées dans la région. Si la série commence avec le mystère du viol de Tui, c'est véritablement l'intrusion des femmes dans la communauté de Laketop qui va servir d'élément déclencheur à l'action.
La série joue beaucoup sur le symbolisme des choses qui sont représentées à l'écran. Les têtes de cerf sont les trophées, symbolisant la victoire du puissant sur le faible, et de l'homme sur la femme dans cet environnement sexiste. Les femmes se sont installées dans cet endroit appelé « Paradise », que Matt revendique comme étant sa propriété ; symbole suprême de son pouvoir revendiqué, celui-ci enfonce avec sa voiture les « Portes du Paradis » dans le quatrième épisode,. De même, lorsqu'une amie de Tui demande à Jamie qui est le père de l'enfant qu'elle porte, celui-ci répond : « c'est le Noir Créateur… le serpent du Paradis », allusion au mot « NO ONE » laissé par Tui pour désigner son violeur, et à l'impossibilité de comprendre la cause de son état. Puisqu'il faut bien trouver une raison et un coupable, Tui et Jamie accusent un sombre inconnu allégorique. Le paradoxe entre l'utilisation récurrente du terme « Paradis » et le désespoir des personnages qui y vivent, ainsi qu'à l'absence d'avenir qui se dégage de la ville, fait de la série une tragédie dans le sens antique du terme : les personnages sont impuissants face aux forces supérieures, qui ne sont ici pas des dieux, mais une sorte de mystérieux pouvoir et une culture patriarcale inébranlable bien réelle, et le dénouement relève d'une fatalité implacable et injuste. Le décor de lac de montagne est qualifié de stupéfiant et d'idyllique, mais il est rapidement manifeste que ce lieu magnifique grouille de corruption, de haine et d'horreur.

« Le plus grand mystère de la série s'avère être la question de ce qui porte Robin – ses démons intérieurs et ses secrets enfouis – et pourquoi elle s'identifie aussi profondément à la fille disparue ; c'est d'ailleurs moins un mystère à résoudre qu'une étude de personnage. Et malgré son titre, Top of the Lake, tout l'intérêt de la mini-série gît loin en dessous de la surface. »

— David Bianculli, NPR
À propos du scénario, Campion et Lee ont choisi de communiquer avec le public, en donnant au spectateur des indices inaccessibles pour les personnages, mais aussi en lui laissant le soin de réfléchir lui-même aux questions non résolues qui parsèment les épisodes,. Experte dans l'art de jouer avec les émotions du public, Campion lance des fausses pistes tout au long de la série (comme la culpabilité presque évidente de Matt) et bouleverse ces certitudes en un retournement de situation brutal. Par exemple, dans l'épisode 6, lorsque les chasseurs repèrent Tui et Jamie, ils prennent en chasse Tui et son manteau blanc alors que Jamie la couvre ; la poursuite s'engage dans les montagnes du Sud de la Nouvelle-Zélande, abruptes et désertiques, entre un groupe d'hommes armés et des enfants. Finalement, Tui s'approche des falaises (rappelant le sens littéral de cliffhanger), dérape et chute de plusieurs dizaines de mètres aux pieds de Robin restée en bas. Celle-ci s'approche et découvre la dramatique supercherie montée par les adolescents : Jamie a enfilé le manteau de Tui pour lui permettre de s'enfuir. De même, l'identité du père de l'enfant de Tui reste mystérieuse jusqu'à la fin, puisqu'après avoir soupçonné Matt, puis Jamie, le spectateur est amené à comprendre, même si cela n'est jamais explicitement dit, que ce serait Al ou un de ses amis qui l'auraient violée au cours d'une de leurs « soirées » au Rohypnol (de la même façon que Robin ne peut désigner formellement lequel de ses violeurs est le père de sa fille).
Enfin, la noirceur du scénario est parfois atténuée par de brefs instants comiques (impliquant principalement « les femmes de GJ »),, ou de poésie, comme le trip (délire hallucinogène) de Matt et Anita.

### LaCampion's Touch
Les thèmes chers à la réalisatrice sont retrouvés dans la série. Comme dans La Leçon de piano, elle prend comme héroïnes des femmes blessées, ; elle aborde également, à l'instar de In the Cut, la sexualité des femmes avec des personnages féminins qui se dénudent, physiquement ou émotionnellement, dans une histoire à la jonction entre sexe et violence,.
Certains commentateurs se sont empressés de voir la série comme une allégorie – « les enfants innocents et les femmes brisées contre les méchants hommes » – mais la complexité des personnages appelle également à une vision plus terre-à-terre du message des scénaristes, notamment en raison du fait qu'ils ont inclus dans leur œuvre des questions raciales, géographiques, sociologiques voire politiques. En effet, plutôt que de considérer l'équation simpliste « Femme = Bien » et « Homme = Mal », il semble que la série établisse un rapport du type « Étrangers = Différents » et « Locaux = Identiques ».
Cependant, Jane Campion est une grande défenseuse du féminisme, et Top of the Lake, qualifié de « film noir féministe », est un épisode cohérent au sein de sa filmographie,,. Même si d'autres critères entrent en ligne de compte, la série oppose les femmes et les hommes de la ville, enfermés dans leur vision sexiste du monde et ne désirant aucunement en changer,,,. En effet, même si le Mal ne se cache pas dans le cœur de tous les hommes, il se tapit dans l'âme de beaucoup de ceux de Laketop,. Les femmes représentées dans la série sont à la fois des victimes, anciennes ou actuelles, et des résistantes qui cherchent un refuge. La série propose un regard polarisé sur la façon dont les hommes et les femmes s'affrontent dans une situation extrême, une sorte de « jeu de pouvoir » allégorique,.

« La disparition de Tui est un MacGuffin. C'est moins un élément scénaristique qu'une métaphore pour la résistance armée à l'hégémonie masculine qui compose l'œuvre de Mme Campion. »

— Mike Hale, The New York Times
Le personnage principal, Robin, doit mener son enquête dans un monde d'hommes, subissant moqueries de la part de ses subalternes et condescendance de ses supérieurs, alors qu'elle est intimidée et harcelée par les durs à cuire comme Matt, des atteintes à son autorité qu'un enquêteur masculin n'aurait pas à endurer,,,. Elle doit sans cesse opérer sur cette ténue limite entre autorité, irrévérence et séduction : lorsque Robin le confronte à la fin de la série, Al l'appelle « mon ange » avant de la traiter de « petite fille » qu'il estime incapable de se servir de son arme. Pour survivre dans ce monde masculin, Robin doit leur ressembler, être solide, au grand dam de sa mère qui lui dit : « Tu peux être vraiment insensible. Et ce qui me déplaît, c'est que tu penses que cela te rend plus forte. Ce n'est pas le cas ». Robin fait cependant preuve de nombreuses faiblesses – des faiblesses qui n'apparaissent pas dans le personnage de Tui, qui n'a que douze ans : elle est ivre devant son patron, fait des erreurs face à son équipe et elle se débarrasse de son rôle d'enquêtrice lorsqu'elle regarde la vidéo de Tui et Jamie dans les bois (qui rappelle une scène de Twin Peaks avec la vidéo de Laura Palmer qui danse avec son ami), se plongeant dans l'empathie pure et simple. Comme dans Forbrydelsen, l'héroïne fait des choix destructeurs en s'impliquant personnellement trop dans l'enquête, malgré les conseils, plus ou moins avisés, de son entourage,.

### Season finale
Le twist final révèle un peu de la vraie nature des personnages. Si Matt était l'« ennemi » principal de Robin pendant les six premiers épisodes, alors qu'elle le tenait pour responsable de l'état de Tui et du désespoir des femmes de la ville, il se révèle qu'il était finalement un peu dépassé par les évènements, et que son esprit lui jouait des tours. Al, qui était apparu comme un être plutôt protecteur et séduisant au début de la série, devient de plus en plus suspect au fil des épisodes, pour finalement s'avérer être le « méchant » de l'histoire,.
Cependant, la résolution de l'enquête, ainsi que l'élimination de Matt et de Al, offrent un message assez fataliste sur le monde et sur la difficulté pour les membres de la communauté de vivre une vie exempte de violence. Ignorant le happy end des films hollywoodiens, la fin est située dans le registre tragique, où l'espoir peine à transparaître. Dans la dernière scène, Robin lave son tee-shirt maculé du sang de Al dans le lac : posant la question du rôle de la femme (elle fait la lessive), ce geste semble malgré tout la purifier, afin qu'elle puisse se lancer dans un futur incertain avec Tui et Johnno. Cependant, la série laisse en suspens plusieurs questions majeures : qui est le père biologique du fils de Tui ? Quelle a été la réelle participation de Johnno dans le viol de Robin ? est-ce qu'Al est mort des suites de ses blessures ou a-t-il été arrêté ? qu'est-ce qui s'est vraiment passé le soir où Robin s'est évanouie chez Al,, ?
Finalement, même si les responsables des viols et des trafics de la ville sont hors-jeu, la violence ne semble pas nécessairement tarie dans la région,, comme une forme de vie inévitable, inséparable de la « famille » que forme Laketop et profondément ancrée dans les liens du sang. La tradition de violence et de domination, qui occupe une place importante dans la communauté, a de grandes chances de perdurer malgré la disparition des responsables. Dans un « cycle de la vie » pervers, la vie va reprendre son cours, comme avant,. Enfermés « au bout du monde », les personnages n'ont pas d'échappatoire.

« À l'issue de la série, les dégâts sont partout : Tui est une gamine avec un bébé, qui a tué son père – trafiquant de drogue et meurtrier, mais finalement pas violeur d'enfant. Robin et Johnno vont toujours devoir envisager qu'ils sont peut-être frère et sœur. Robin aura toujours dans son passé ce viol en réunion. Comme GJ le dit : « Nous sommes dans un endroit appelé « Paradis », mais est-ce que tout va vraiment pour le mieux ? Bien-sûr que non. »

— Willa Paskin, Salon.com
Les questionnements que soulève la fin de la série ont fait l'objet de nombreuses élaborations et hypothèses sur Internet, de la part des critiques comme des internautes,,,.

## Accueil
| Épisode | Royaume-Uni  | France  |
| ------- | ------------ | ------- |
| 1       | 2,7 millions | 800 000 |
| 2       | 1,9 million  | 800 000 |
| 3       | 1,6 million  | 800 000 |
| 4       | 1,3 million  | 670 000 |
| 5       | 1,5 million  | 670 000 |
| 6       | 1,7 million  | 670 000 |

Les critiques de la série ont été extrêmement positives. Certains commentateurs l'ont qualifiée comme étant « magnifique », « magistralement réalisée », « mystérieuse », « captivante », alors que plusieurs analystes parlent de « chef-d'œuvre,. » Les critiques ont été particulièrement enthousiastes à propos du scénario, du jeu des acteurs, de la réalisation et du rythme,,,,,,. Une journaliste du New Yorker résume ainsi Top of the Lake : « drôle, sexy, déroutante et passionnée, » alors que le New York Magazine la qualifie de « film le plus ambitieux du festival de Sundance. »
L'actrice Elisabeth Moss, révélée par la série Mad Men, est largement félicitée pour son rôle,, confirmant son talent pour interpréter des « héroïnes déterminées mais fragiles », et apportant au personnage une captivante combinaison de sang-froid, de vulnérabilité et de rage,, la menant parfois à la limite de la désintégration. Certains critiques comparent ce rôle et celui de Peggy Olson,, en disant que même si Robin est plus forte et courageuse que Peggy, elles partagent ténacité, ambition et intelligence, tout en entretenant des rapports ambigus avec leurs patrons respectifs (Al Parker et Don Draper),. Alors que Robin est rapprochée de Clarice Starling dans Le Silence des agneaux, Moss est remarquée pour la façon dont l'actrice, comme Jodie Foster en 1991, a réussi à se fondre dans son personnage.

« Son accent kiwi hésitant mis à part, il n'y avait pas de meilleur choix pour le rôle de Robin qu'Elisabeth Moss, qui sait parfaitement comment jouer une femme dynamique dans un monde d'hommes depuis son embauche chez Sterling Cooper dans Mad Men. Moss fait montre ici de plus d'assurance, d'une part parce que Top of the Lake se déroule aujourd'hui et pas dans les années 60, et d'autre part parce qu'elle se ferait bouffer toute crue si elle dévoilait ne serait-ce qu'une seule faiblesse. Mais dans les deux séries, elle demeure une énigme fascinante, poussée par des forces invisibles et hantée par de mystérieuses vulnérabilités. »

— Scott Tobias, The A.V. Club
Peter Mullan, habitué des rôles de rustres au cœur blessé (récemment dans Tyrannosaur ou The Fear), « excelle » en brute alcoolique, alternant les accès de violence, d'accalmie et de démence,. Il joue son rôle en gardant l'accent écossais pour lequel il est célèbre et il est comparé au personnage de Harvey Keitel dans La Leçon de piano,, accaparant l'attention du spectateur rien que par sa présence dans chaque scène où il apparaît. Holly Hunter, dont le personnage est assimilé à la réalisatrice Jane Campion,,, « est irrésistible en gourou à longs cheveux gris et à l'esprit caustique et laconique. » Enfin, David Wenham, connu au niveau international pour le rôle de Faramir dans Le Seigneur des anneaux est qualifié d'« acteur subtil », et forme avec Moss un duo qui se comprend et se complète de façon intuitive.
La réalisation de Campion et Davis est aussi encensée,,, non seulement pour son rythme faisant l'« éloge de la lenteur », mais aussi pour son style esthétique caractéristique : « rarement vous verrez tant de rigueur visuelle, d'intelligence émotionnelle et de narration maîtrisée portées à une série policière,. » Enfin, certains commentateurs ajoutent que Top of the Lake est une série qui se concentre sur les détails plutôt que sur les évènements, ce qui contraste avec les séries contemporaines. La série est rapprochée par son traitement esthétique et son rythme à une autre série originale de Sundance Channel diffusée en avril 2013, Rectify.
Quelques critiques moins positives, notamment sur The New York Times, font état de lignes scénaristiques qui s'essoufflent et déclarent que le twist final est décevant, alors que le quotidien canadien The Globe and Mail titre sa critique « Top of the Lake : Lugubre et moralisateur, mais magnifique. » Reprochant à la série la métaphore évidente de la résistance de la femme innocente face à l'hégémonie masculine, un journaliste du New York Times écrit que « Top of the Lake est la dernière version du point de vue de Campion sur le monde, où il n'existe que deux types d'hommes – les brutes et les faibles, bien qu'ils soient tous uniformément dégénérés – et un seul type de femme, la victime. [...] L'histoire progresse comme une série de tests auxquels les hommes vont inévitablement échouer », et ajoute que la série donne à la réalisatrice une munition de plus pour « sa guerre des sexes. » D'autres commentateurs ajoutent que l'histoire impliquant Al ressemble à une idée venue après-coup, pour combler les trous du scénario, déclarant que le spectateur sait bien avant Robin qu'Al est le salaud qu'il est en réalité,. Un critique écrit également que la série étant « écrite et réalisée par Jane Campion et Garth Davis, c'est une raison suffisante pour s'y intéresser sérieusement, mais aussi pour être déçu du résultat,. »
Top of the Lake reçoit un score de 86 sur 100 sur Metacritic et 92 % sur Rotten Tomatoes. Plusieurs commentateurs ont comparé la série à Twin Peaks (ABC), et à The Killing (AMC) pour le genre et l'ambiance,,,,, ainsi qu'à la série suédoise Millenium (STV) pour la question de la violence faite aux femmes et pour l'impact d'une société patriarcale,. Certains voient une influence de l'ensemble du travail de David Lynch (créateur de Twin Peaks) : alors que Blue Velvet est évoquée dans la série, l'atmosphère surnaturelle qui se dégage de la ville est teintée de réalisme et d'étrangeté, à la fois belle et asphyxiante, caractéristique du cinéma de Lynch,. Un critique écrit à cet égard que Top of the Lake « fonctionne comme un catalogue de références à la pop culture de la guerre des sexes,. » En France, la série est aussi rapprochée des Revenants (Canal+) pour la façon dont elle « plonge le spectateur dans une communauté étrange, entre violence, consanguinité et loi du plus fort. »

« Certains se sont demandé si [Top of the Lake] allait faire pour Queenstown ce que The Killing a fait pour le Danemark,… »

— Caroline Frost, The Huffington Post

## Distinctions

### Récompenses
- Critics' Choice Television Awards 2013 : meilleure actrice dans une mini-série ou un téléfilm pour Elisabeth Moss[110]
- Primetime Creative Arts Emmy Awards 2013 : meilleure photographie pour une mini-série ou un téléfilm pour Adam Arkapaw (Episode 1)[111]
- Festival de la télévision de Monte-Carlo 2014 :
  - Nymphe d'or de la meilleure mini-série internationale
  - Nymphe d'or de la meilleure actrice pour Elisabeth Moss
  - Nymphe d'or du meilleur acteur pour Peter Mullan
- AACTA Awards 2014 :
  - Meilleure mini-série ou du meilleur téléfilm
  - Meilleure photographie pour Adam Arkapaw (épisode 5 : The Dark Creator)
  - Meilleur son pour Richard Flynn, Tony Vaccher, John Dennison, Craig Butters, Danny Longhurst et Blair Slater (épisode 5 : The Dark Creator)
- Golden Globes 2014 : meilleure actrice dans une mini-série ou un téléfilm pour Elisabeth Moss
- Satellite Awards 2014 : meilleure actrice dans une mini-série ou un téléfilm pour Elisabeth Moss

### Nominations
- Festival du film de Sundance 2013 : hors compétition, sélection « Premieres[112] »
- Berlinale 2013 : hors compétition, sélection « Berlinale Special[51] »
- Festival de Cannes 2013 : séances spéciales, sélection « Quinzaine des réalisateurs[52] »
- Artios Awards 2013 : meilleur casting de mini-série pour Kristy McGregor[113]
- Critics' Choice Television Awards 2013 :
  - Meilleure mini-série ou meilleur téléfilm
  - Meilleur acteur dans un second rôle dans une mini-série ou un téléfilm pour Peter Mullan
  - Meilleur acteur dans un second rôle dans une mini-série ou un téléfilm pour David Wenham
  - Meilleur acteur dans un second rôle dans une mini-série ou un téléfilm pour Thomas M. Wright[110]
- Primetime Emmy Awards 2013 :
  - Meilleure mini-série ou meilleur téléfilm
  - Meilleure actrice dans une mini-série ou un téléfilm pour Elisabeth Moss
  - Meilleur acteur dans un second rôle dans une mini-série ou un téléfilm pour Peter Mullan
  - Meilleure réalisation pour une mini-série ou un téléfilm pour Jane Campion et Garth Davis
  - Meilleur scénario pour une mini-série ou un téléfilm pour Jane Campion et Gerard Lee[111]
- Primetime Creative Arts Emmy Awards 2013 :
  - Meilleur casting pour une mini-série ou un téléfilm
  - Meilleur montage pour une mini-série ou un téléfilm (Episode 5)[111]
- Television Critics Association Awards 2013 : meilleure mini-série ou meilleur téléfilm[114]
- AACTA Awards 2014 :
  - Meilleur acteur dans un second rôle ou invité dans une série dramatique pour Peter Mullan
  - Meilleure actrice dans un second rôle ou invitée dans une série dramatique pour Robyn Nevin
  - Meilleure réalisation pour Garth Davis (épisode 5 : The Dark Creator)
  - Meilleurs décors pour Fiona Crombie (épisode 5 : The Dark Creator)
  - Meilleurs costumes pour Emily Seresin (épisode 5 : The Dark Creator)
  - Meilleur montage pour Garth Davis (épisode 5 : The Dark Creator)
  - Meilleure musique pour Mark Bradshaw (épisode 5 : The Dark Creator)
- British Academy Television Awards 2014 : meilleure série dramatique
- Golden Globes 2014 : meilleure mini-série ou du meilleur téléfilm
- Producers Guild of America Awards 2014 : meilleurs producteurs pour une mini-série ou un téléfilm pour Philippa Campbell, Jane Campion, Iain Canning et Emile Sherman
- Screen Actors Guild Awards 2014 : meilleure actrice dans une mini-série ou un téléfilm pour Elisabeth Moss et Holly Hunter

## DVD et making-of
La série est annoncée pour une sortie en DVD édité par BBC Video à partir du 19 août 2013,.
Dans l'été 2013, un making-of de la série intitulé From the Bottom of the Lake, d'une durée de 52 minutes, a été diffusé au cours du Festival international du film de Wellington en juillet-août et sur BBC Two le 24 août 2013.